# Goioerê
Goioerê (pronúncia em português: /ɡojoiˈɾe/  ouça) é um município brasileiro no interior do estado do Paraná, região Sul do país. Está situado no extremo oeste da Região Metropolitana de Campo Mourão (RMCM), fazendo divisa com a Região Metropolitana de Umuarama (RMU).  Pertence à Região Geográfica Intermediária de Maringá e à Região Geográfica Imediata de Campo Mourão (na divisão geográfica regional anterior, vigente até 2017, pertencia à mesorregião do Centro Ocidental Paranaense e à microrregião de Goioerê). Distante 567 km a noroeste de Curitiba, capital estadual, a cidade está localizada sob a Bacia Hidrográfica do Rio Piquiri, no Terceiro Planalto Paranaense, e sua toponímia é uma alusão ao Rio Goioerê, um dos principais afluentes do Rio Piquiri.
É o segundo município mais populoso da RMCM, o 67.º do Paraná e o 1234.º do País, com uma população estimada em 2021 pelo Instituto Brasileiro de Geografia e Estatística (IBGE) em 28 734 habitantes. Ocupa uma área de 564,163 km², da qual 11,821 km² estão em perímetro urbano. Sua sede está localizada a 505 metros de altitude em relação ao nível do mar, apresentando uma temperatura média anual de 22,1 ºC. A vegetação original é predominantemente do tipo floresta estacional semidecidual submontana e a taxa de arborização das vias públicas é de 98,40%.
Com uma taxa de alfabetização da ordem de 89%, o município contava em 2021 com 33 estabelecimentos de ensino da educação básica. Conforme o Atlas do Desenvolvimento Humano no Brasil, divulgado pelo Programa das Nações Unidas para o Desenvolvimento (PNUD) em 2013, Goioerê possui um Índice de Desenvolvimento Humano Municipal (IDHM) alto, de 0,731, ocupando a 78.ª posição no ranking estadual e a 993.ª no cenário nacional. No critério de longevidade, o índice é de 0,850 (muito alto); no quesito renda, o índice atinge 0,720 (alto); e na educação, o índice atinge 0,639 (médio).
O Índice de Gini do rendimento médio mensal real domiciliar per capita de Goioerê, que varia de zero (igualdade) até um (desigualdade máxima), foi estimado em 0,492 em 2010. Os 20% mais ricos receberam mais de 53% da renda total do município, rendimento 11,81 vezes superior à dos 20% mais pobres. Em 2000, Goioerê tinha 26,43% de sua população vivendo com renda domiciliar per capita inferior ao limiar de pobreza, percentual que diminuiu para 6,70% em 2010, uma redução de 74,65% no período.

## Etimologia

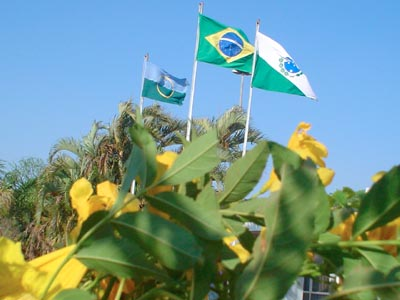
Bandeiras de Goioerê, Brasil e Paraná

O município recebeu este nome devido a, durante sua colonização, as primeiras fazendas de café terem se estabelecido às margens do Rio Goioerê, nome este que provém da língua caingangue, a língua da nação indígena que habitou (e ainda habita) várias regiões do estado.
- goio significa "água", "rio". Mais corretamente, a palavra é ngoi, pois, na pronúncia caingangue, antes do "g" há um som nasal, formando um som de "ng".
- rê significa "campo", "campina", mas, devido à forma como os caingangues pronunciam o seu "r", os brasileiros costumam registrar, na escrita, uma vogal "e" antes do "r".[24]

No nome "Goioerê", se juntam dois substantivos. A ordem do caingangue é parecida com a da língua inglesa, ou seja, invertida. Portanto, a tradução correta seria:Goioerê = ngoi + rê = "campo da água".

## História

### Surgimento
A região onde está localizado o município de Goioerê é conhecida desde o século XVI contudo, somente na década de 1950 é que o povoamento e a exploração se efetivaram.
Em 1950, Carlos Scarpari e seu irmão mais velho, Francisco Scarpari, juntamente com  Wladimir Antonio Neves Scarpari, filho de Francisco, se estabeleceram às margens do Rio Goioerê, fundando, ali, as primeiras fazendas de café. Embalados pelas notícias do surgimento de inúmeras cidades na região, os Scarpari fundaram a Imobiliária Sociedade Goioerê. O povoamento se fez rapidamente. As primeiras famílias a adquirirem lotes foram as da cidade gaúcha de Júlio de Castilhos.
Um fator de progresso na região foi a construção de importante rodovia ligando Campo Mourão a Cascavel e passando pela localidade de Goioerê.
Através da Lei Estadual 48, de 10 de agosto de 1955, foi criado o município de Goioerê, com território desmembrado de Campo Mourão.

### Desenvolvimento
O município de Goioerê está situado na região de maior produtividade de hortelã do mundo. No ano de 1966, o município produziu 250 000 kg e, em 1967, foram 600 000 kg, sendo considerado o  maior produtor do mundo desse importante vegetal na época.
O município se destacou na década de 1980 e até meados de década de 1990 como maior produtor nacional de algodão, com isso o município que ainda agregava os distridos de Rancho Alegre d'Oeste e Quarto Centenário chegou a ter uma população de quase 100 000 habitantes, a maioria na zona rural. Nos anos de 1990, Goioerê era o maior produtor de algodão do Paraná e o estado respondia por 50% da produção nacional da cultura. Para o beneficiamento dessa matéria-prima, foram implantadas a Fiação Coagel (Cooperativa Agropecuária de Goioerê), atual Coamo e a Montecatini que atualmente é conhecida por Sintex foi a primeira tinturaria industrial do estado, prestadora de serviços para terceiros. Sob essas condições houve um boom no setor de confecção na região.
Com o objetivo de se promover o desenvolvimento, empenhou-se para tornar-se um polo têxtil regional. Envidou ações no sentido de viabilizar a implantação de indústria à jusante da fiação de algodão. Em 1992, foi implantado no município o curso de Engenharia Têxtil através da criação de uma extensão da Universidade Estadual de Maringá.
Em junho de 1988, ocorreu um dos mais longos assalto a banco da história do país, quando assaltantes tentaram roubar o Banco do Brasil, mas após cerco policial, os bandidos fizeram reféns. Desde a entrada dos meliantes na agência bancária até o desfecho final, foram mais de 145 horas neste evento.

## Geografia
Goioerê está localizada na região Sul do Brasil, no leste (L) do estado do Paraná, sobre a unidade geomorfológica denominada Terceiro Planalto Paranaense, especificamente na sua parte menos ondulada. A área do município, segundo o IBGE, é de 564,163 km², sendo que 11,821 km² constituem a zona urbana. Situa-se a 24° 11′ 06″ de latitude sul (S) e 53° 01′ 40″ de longitude oeste (O) e está a uma distância de 567 km a NO da capital estadual. Seus municípios limítrofes são: Moreira Sales (N); Janiópolis (L); Rancho Alegre d'Oeste e Quarto Centenário (S); e Formosa do Oeste e Mariluz (O).
De acordo com a divisão regional vigente desde 2017, instituída pelo IBGE, o município pertence às Regiões Geográficas Intermediária de Maringá e Imediata de Campo Mourão. Até então, com a vigência das divisões em microrregiões e mesorregiões, fazia parte da microrregião de Goioerê, que por sua vez estava incluída na mesorregião do Centro Ocidental Paranaense.
Compõem o município dois distritos: Jaracatiá e Goioerê (sede).

### Demografia
Em 2010, a população do município foi contada pelo IBGE em 29 018 habitantes, sendo o 67º mais populoso do Paraná e o 1219º do país, apresentando uma densidade populacional de 51,44 pessoas por quilômetro quadrado. Segundo o censo daquele ano, 14 006 moradores eram homens e 15 012 habitantes mulheres. Ainda conforme o mesmo censo, 25 242 residentes viviam na zona urbana e 3 776 pessoas representavam a população rural. Já segundo estatísticas divulgadas em 2020, a população municipal era de 28 808 habitantes. Da população total em 2010, 6 348 habitantes (21,88%) tinham menos de 15 anos, 19 940 pessoas (68,72%) tinham de 15 a 64 e 2 730 moradores (9,41%) possuíam mais de 65, sendo que a esperança de vida ao nascer era de 75,97. A taxa de fecundidade total por mulher era de 1,83.
O Índice de Desenvolvimento Humano Municipal (IDH-M) de Goioerê é considerado alto pelo Programa das Nações Unidas para o Desenvolvimento (PNUD), sendo que seu valor é de 0,731 (o 993º maior do Brasil). Considerando-se apenas o índice de educação o valor é de 0,639, o de longevidade é de 0,850 e o de renda é de 0,720. De 2000 a 2010, a proporção de pessoas com renda domiciliar per capita de até meio salário mínimo reduziu em 74,65% e em 2010, 93,30% da população vivia acima da linha de pobreza, 4,17% encontrava-se nessa situação e 2,53% estava abaixo. O coeficiente de Gini, que mede a desigualdade social, era de 0,492, sendo que 1,00 é o pior número e 0,00 é o melhor. A participação dos 20% da população mais rica da cidade no rendimento total municipal era de 53,76%, ou seja, 11,81 vezes superior à dos 20% mais pobres, que era de 4,55%.

### Região metropolitana

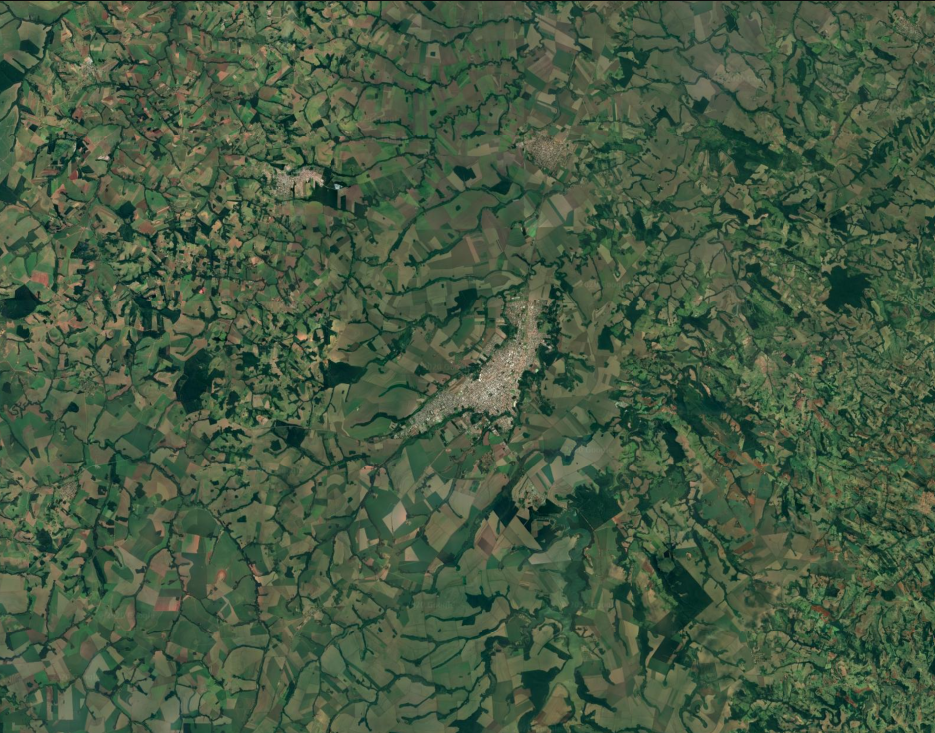
Imagem de satélite parcial da RMCM.

O processo de conurbação atualmente em curso na chamada Grande Campo Mourão vem criando uma metrópole cujo centro está em Campo Mourão. A RMCM foi criada no ano de 2015 e atualmente é constituída por 25 municípios, com 327 595 habitantes, ou 2,84% da população paranaense, sendo a 12ª maior aglomeração urbana do Brasil em quantidade de cidades englobadas. É uma das mais dinâmicas no cenário econômico brasileiro e representa 2,72% do produto interno bruto (PIB) estadual, ou seja, cerca de 11,9 bilhões de reais por ano.

### Povoamento
A região onde hoje está localizado o município de Goioerê, apesar de ter sofrido domínio de outros povos desde o século XVI, só teve seu efetivo povoamento na metade do século XX, ganhando impulso a partir dos anos 1940 e, em especial, nos anos 1950 e 1960, no contexto da expansão da fronteira agrícola paranaense, com o advento das colônias de povoamento implantadas tanto pelas companhias privadas quanto pelo poder público estadual. Todo esse processo está fortemente ligado à evolução da cafeicultura, mas também do cultivo da hortelã e do algodão, que empregava grande número de mão-de-obra.
Em 1970, moravam em Goioerê 73 854 pessoas, sendo o número elevado para 100 360 em 1975. Em 1980, estimava-se a população de Goioerê em 22 311 pessoas na cidade e 48 792 no município. No ano de 1991, viviam 45 131 pessoas no município.

### Composição étnica
Em 2010, segundo dados do censo do IBGE daquele ano, a população goioerense era composta por 15 117 brancos (52,30%); 12 383 pardos (42,67%); 944 pretos (3,25%); 501 amarelos (1,73%) e 13 indígenas (0,04%). Não constavam pessoas sem declaração. No mesmo ano, 28 971 habitantes eram brasileiros (99,84%), sendo 28 891 natos (99,56%) e 80 naturalizados nacionais (0,28%), e 47 eram estrangeiros (0,16%).
Considerando-se a região de nascimento, 22 803 eram nascidos no Sul (78,58%), 3 802 no Sudeste (13,10%), 1 866 no Nordeste (6,43%), 232 no Centro-Oeste (0,80%) e 51 no Norte (0,18%). 22 647 habitantes eram naturais do estado do Paraná (78,05%) e, desse total, 15 449 eram nascidos em Goioerê (53,24%). Entre os naturais de outras unidades da federação, São Paulo era o estado com maior presença, com 2 722 pessoas (9,38%), seguido por Minas Gerais, com 998 residentes (3,44%), e pela Bahia, com 580 moradores no município (2,00%).

### Setor primário
A agricultura é o segundo setor mais relevante para a economia de Goioerê. De todo o PIB da cidade, 141 515,91 mil reais é o valor adicionado da agropecuária. Segundo o IBGE, em 2019, o município contava com cerca de 11 762 bovinos, 80 caprinos, 510 equinos, 810 ovinos e 2 243 suínos. Naquele ano, foram produzidos 5 878 mil litros de leite de 1 804 vacas ordenhadas e 19 600 quilos de mel de abelha. Na lavoura temporária, foram produzidos principalmente o milho (176 200 toneladas), a soja (109 120 toneladas) e a cana-de-açúcar (49 000 toneladas). Como referência cultural, os ramos de café e de algodão aparecem no brasão de Goioerê porque antigamente eram cultivados na época da criação do escudo.

### Setor secundário
A indústria, é o setor menos relevante para a economia do município. 98 156,71 mil reais do PIB municipal são do valor adicionado da indústria (setor secundário).
Entre os principais produtos merecem destaque os gêneros alimentícios, mobiliário, minerais não-metálicos, madeira, químicos e farmacêuticos, bebidas e artefatos de couros e peles. O maior complexo de indústrias do município é o Distrito Industrial de Goioerê.

## Organização político-administrativa
O Município de Goioerê possui uma estrutura político-administrativa composta pelo Poder Executivo, chefiado por um Prefeito eleito por sufrágio universal, o qual é auxiliado diretamente por secretários municipais nomeados por ele, e pelo Poder Legislativo, institucionalizado pela Câmara Municipal de Goioerê, órgão colegiado de representação dos munícipes que é composto por vereadores também eleitos por sufrágio universal.

### Lista de prefeitos
- Francisco Scarpari: 1956-1960
- Ladislau Schicorski: 1961-1964
- Gil Marques de Almeida: 1965-1968
- Alcyr Araújo: 1969-1972
- Vicente Massahiro Okamoto: 1973-1976
- Luiz Kamide: 1977-1982
- Vicente Massahiro Okamoto: 1983-1988
- Fuad Kiffuri: 1989-1992
- Jose Paulo Novaes: 1993-1996
- Vicente Massahiro Okamoto: 1997-2000
- Antonio Bernardino de Sena Neto: 2001-2004
- Fuad Kiffuri: 2005-2008
- Luiz Roberto Costa: 2009-2012
- Luiz Roberto Costa: 2013-2016
- Pedro Coelho: 2017-2020
- Roberto dos Reis de Lima: 2021-2024
- Pedro Antônio de Oliveira Coelho: 2025-

### Prato típico
O prato típico do município é o leitão maturado, criado por Roque Ademir Karoleski, foi oficializado em 11 de maio de 2003. De acordo com seu criador, o prato surgiu por acaso, o que era para ser um porco defumado, passou a ser um assado, ou seja, o leitão maturado. Karoleski, que é catarinense, conta que desde menino aprendeu a fazer defumados e quando veio para Goioerê manteve o hábito para o consumo da família e de amigos. Para o preparo dos defumados, ele contava com o auxílio do amigo e vizinho Cláudio Buralli, que lhe fornecia sabugos de milho (que produzem fumaça branca, deixando os defumados com aparência mais bonita).

## Infraestrutura
Goioerê é reconhecida pela ONU como uma cidade resiliente. O termo refere-se à habilidade do município de resistir, absorver e se recuperar de maneira eficaz dos impactos de desastres, minimizando a perda de vidas e danos materiais. No cenário global, das 2 560 cidades designadas como resilientes, 358 estão localizadas no Brasil, com 14 delas situadas no estado do Paraná.

### Ambiental

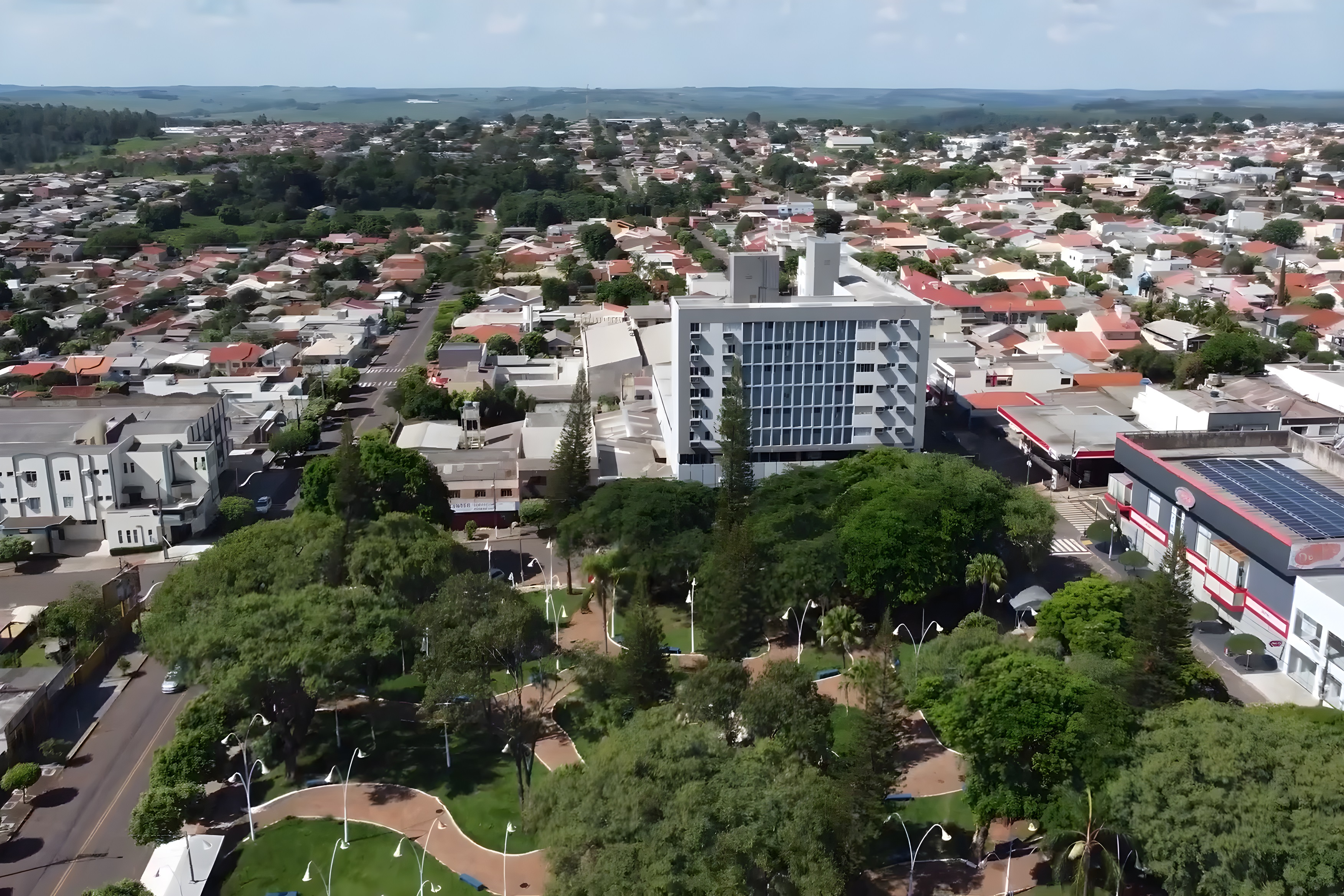
Vista aérea da região central da cidade, com destaque para a arborização em torno da Praça Padre Luigi de Paoli

Em 2023, Goioerê alcançou o título de segunda cidade mais sustentável dentre as 25 que compõem a Comunidade dos Municípios da Região de Campo Mourão (ComCam). Se considerada a classificação nacional, Goioerê se posiciona em 611.º lugar de acordo com o Índice de Desenvolvimento Sustentável das Cidades – Brasil (IDSC-BR), uma iniciativa do Instituto Cidades Sustentáveis (IDS) no âmbito do Programa Cidades Sustentáveis (PCS). O município conquistou uma pontuação geral de 54,53 em uma escala que varia de zero a cem, obtendo avaliação máxima em áreas como acesso à água potável, saneamento e ações contra as mudanças globais do clima. Goioerê também se destaca em aspectos como erradicação da pobreza, saúde e bem-estar, redução das desigualdades, cidades e comunidades sustentáveis, bem como produção e consumo sustentáveis.
A cidade de Goioerê conta com uma extensa rede de distribuição de água potável, cobrindo praticamente todos os bairros. A média de consumo de água por habitante, diariamente, é de 139,54 litros, um valor ligeiramente acima dos 110 litros diários recomendados pelas Nações Unidas. Entretanto, aproximadamente 32,01% da água captada é perdida na rede antes de alcançar os consumidores. Em relação ao esgoto, cerca de 38,36% da população não possui acesso à rede de saneamento básico, necessitando fazer uso de fossas e valas para o descarte de resíduos. Cem por cento do esgoto coletado na cidade passa por um tratamento adequado antes de ser devolvido ao meio ambiente. A coleta de lixo domiciliar engloba todas as regiões do município, mas ainda não atinge completamente a demanda, alcançando aproximadamente 86,99% da necessidade. Já a reciclagem registra um índice de cerca de 16,48% do total das 14,75 toneladas de lixo produzidas diariamente.